# 金子鋭
金子 鋭（かねこ とし、1900年（明治33年）3月17日 - 1982年（昭和57年）2月24日）は、日本の銀行家。位階は従三位、勲等は勲二等。
富士銀行頭取、会長。第6代プロ野球コミッショナー。ドラフト制度導入に尽力したことで知られる。

## 人物・来歴
旧制新潟県立小千谷中学校、旧制第七高等学校造士館を経て、東京帝国大学法学部政治学科を卒業。帝大時代は大正デモクラシーの時代でもあり、蠟山政道、福岡誠一らと社会改良に関して語り合う一本筋の通った青春時代を送った。
1924年（大正13年）安田銀行に入行（後に富士銀行に改称）。49年副頭取、 57年頭取、63年会長、75年顧問。 
明治生まれの硬骨のバンカーとして知られ、会長に退いてからは財界で活躍し、大の巨人軍ファンであったことから、政財界人で後援組織「無名会」を結成し、会長を務めた。また1957年（昭和32年）には日本相撲協会に請われて設立されたばかりの運営審議委員会の委員となり、1971年（昭和46年）5月からは第2代運審委員長となった。
1965年（昭和40年）8月、日本野球機構のプロ野球コミッショナー委員会委員に就き、69年10月、同委員会で宮澤俊義委員長、中松潤之助の3人で黒い霧事件の対応を審議。池永正明の永久追放を強硬に主張し、実現させたといわれる（2005年4月25日解除）。またドラフト制度の導入に尽力した。
1976年（昭和51年）7月、大濱信泉の死去を受け、第6代コミッショナーに就任した。78年の江川事件では、当初、金子は「江川が巨人と結んだ契約は無効で、ドラフト会議で指名した阪神と入団交渉を進めるべきである」と発表し、世の中の多くもそれを支持した。ところが、巨人から新リーグ構想で揺さぶりをかけられ、12月中旬でありながら翌年の開催日程も組めない事態に追い込まれると「江川が阪神に入団後、巨人にトレード」という「強い要望」を明らかにした。こうした定見のなさを世の中は一転、「朝令暮改」だと強く非難し、結局、79年2月にコミッショナーを辞任した。 金子は江川事件について、最後まで自己弁明の機会を設けなかったが、晩年に至っても、プロ野球については新聞記事を見ることさえも嫌っていたとの話も伝わる。
1982年2月24日、呼吸不全のため、東京医科歯科大学医学部附属病院で死去した。81歳没。同年3月12日、特旨を以て位記を追賜され、死没日付で従三位に叙され、銀杯一組を賜った。
郷里の小千谷市白山運動公園内に、金子の胸像が建立されている。

## エピソード
1978年の日本シリーズ第7戦では、ヤクルトの大杉勝男が放ったホームランの判定に抗議し続ける阪急の上田利治監督に対し試合の再開を説得した。金子が説得する肉声は集音マイクを通じてテレビでも放送された。金子は怒気を含んだ声で「（コミッショナーである）わしが（頭を下げて）頼んでも駄目か!」を繰り返している。作家の近藤唯之は金子の恫喝ともとれる傲慢な態度と、その説得力のない言葉に「俺の酒が飲めないのか」と下戸の後輩社員を責める酔っ払いのサラリーマンと同じレベルだと、著作で述べている。この時までに上田監督の要求は「審判を代えてくれ!」に変わっていた。